# تشارلز إل. سوين
تشارلز إل. سوين هو محامي وسياسي أمريكي، ولد في 19 أبريل 1866 في ساردينا في الولايات المتحدة، وتوفي في 28 فبراير 1933 في سينسيناتي في الولايات المتحدة. نشط حزبياً في الحزب الديمقراطي. وقد انتخب عضو مجلس نواب أوهايو ‏.